# Úřad pro papežské bohoslužby
Úřad pro papežské bohoslužby (lat.: Officium de Liturgicis Celebrationibus Summi Pontificis) je orgán Římské kurie řízený hlavním papežským ceremoniářem (it. Maestro delle celebrazioni liturgiche pontificie), který pečuje o liturgické slavnosti a jiné obřady, jimž předsedá papež. Úloha papežského ceremoniáře je vymezena článkem 182 §1-2 apoštolské konstituce Pastor Bonus Jana Pavla II.

## Článek 182 Pastor Bonus
Čl. 182 § 1. Úřad pro papežské bohoslužby připravuje všechno, co je nezbytné pro liturgii a další posvátné úkony konané papežem nebo v jeho jméno podle současných liturgických předpisů.
§ 2. (Hlavní) ceremoniář papežské liturgie je jmenován papežem na pětileté funkční období; papežští ceremoniáři, kteří mu asistují při posvátných obřadech jsou rovněž jmenováni státním sekretářem na stejně dlouhé funkční období.

## Papežský pěvecký sbor
Papež František dne 17. ledna 2019 ustanovil, že součástí Úřadu pro papežské bohoslužby se stává i Papežský sixtinský pěvecký sbor (Cappella Musicale Pontificia Sistina), který průvodně spadal pod úřad Majordoma Jeho Svatosti a následně pod Prefekturu papežského domu, i když měla výrazně autonomní postavení.

## Seznam papežských ceremoniářů
- Enrico Dante (1947 – 1965)
- Annibale Bugnini (1968 – 9. ledna 1970)
- Virgilio Noè (9. ledna 1970 – 6. března 1982)
- John Magee (1982 – 17. února 1987)
- Piero Marini (17. února 1987 – 1. října 2007)
- Guido Marini (1. října 2007 – 29. srpna 2021)
- Diego Giovanni Ravelli (od 11. října 2021)